# Jana roseata
Jana roseata är en fjärilsart som beskrevs av Rothschild 1917. Jana roseata ingår i släktet Jana och familjen Eupterotidae. Inga underarter finns listade i Catalogue of Life.